# Happe
Happe ist ein Familienname. Er entstand vermutlich aus der Kurzform der alten deutschen Rufnamen Hadebert (hadu + beraht) oder Hagbert (hag + beraht). Als Vorname ist Hartmud Happe 1387 in Frankfurt belegt. Weiterhin ist Happel im Mittelalter in Frankfurt und Hessen als Vornamen bezeugt (Kurzform zu Happrecht, das ist Hadeberht).

## Namensträger
- Carolina Dybeck Happe (* 1972), schwedische Managerin und Aufsichtsrätin der E.ON
- Dirk Happe (* 1966), deutscher Basketballspieler und -trainer
- Franz Wilhelm von Happe (1687–1760), preußischer Geheimer Etats- und Kriegsrat, Staatsminister
- Heinrich Happe (Politiker, 1886) (1886–1970), deutscher Politiker (Zentrum, CWG) und Landrat
- Heinrich Happe (Politiker, 1894) (1894–1979), deutscher Politiker (SPD, Zentrum)
- Johannes Anton Happe (1799–1854), deutscher Stadtschreiber und Politiker
- Jürgen Happe (* 1952), deutscher klassischer Gitarrist
- Ludwig Wilhelm von Happe (1716–1791), preußischer Kriegs- und Domänenrat
- Manuela Happe (* 1956), deutsche Terroristin der Rote Armee Fraktion
- Markus Happe (* 1972), deutscher Fußballspieler
- Martin Happe (* 1945), deutscher katholischer Ordensgeistlicher und Bischof
- Michael Happe (* 1961), deutscher Volkskundler und Museumsleiter
- Thomas Happe (* 1958), deutscher Handballspieler
- Ursula Happe (1926–2021), deutsche Schwimmerin